# 石阡万寿宫
27°31′35″N 108°13′43″E / 27.52639°N 108.22861°E
石阡万寿宫位于中国贵州省铜仁市石阡县汤山镇城北路，2001年被列为第五批全国重点文物保护单位。
万寿宫建筑群包括万寿宫、禹王宫、忠烈宫（观音阁）、玉皇宫、黑神庙五组建筑，总占地面积11850平方米。万寿宫建于明万历十六年（1588年），清代多次修葺，总占地380多平方米。山门为砖砌牌楼式，内有紫云宫、圣帝宫、钟楼、鼓楼、戏台等建筑，以砖雕、花砖为特色。